# Antíoco de Atenas (almirante)
Antíoco de Atenas (griego antiguo Ἀντίοχος, latín Antiochus) fue un militar ateniense de finales de siglo V a. C., a quien las fuentes antiguas atribuyen la derrota en la batalla de Notio (marzo de 407 a. C.), combate naval entre las flotas ateniense y espartana, comandadas por Alcibíades y Lisandro, respectivamente.
Enterado Alcibíades de que el navarco espartano estaba preparando su flota en Éfeso, zarpó con todos sus trirremes rumbo a dicha ciudad. Se acercó a los puertos y al no salir nadie a su encuentro, fondeó la mayoría de sus naves cerca de Notio. Encomendó el mando a Antíoco, el timonel (kybernétès) de la nave almirante, con estrictas instrucciones de no presentar batalla en su ausencia. Pero Antíoco le desobedeció porque «ansiaba realizar una acción brillante», armó los diez mejores trirremes y ordenó a los trierarcas que dispusieran los restantes para una posible batalla. Se dirigió con otro trirreme y el suyo, de Notio al puerto de Éfeso y «pasó delante de las proas de las naves de Lisandro», según refiere Jenofonte. Diodoro indica que navegó hacia el enemigo desafiándole a presentar batalla. El almirante espartano, a quienes unos desertores le habían informado de la partida de Alcibíades, aprovechó la ocasión para salir al encuentro de los atenienses, según Diodoro con todas sus naves, pero Jenofonte precisa que Lisandro primero botó unos pocos trirremes y persiguió a Antíoco. Diodoro refiere que Antíoco, al mando de la primera nave de la avanzadilla, fue el primero en sufrir el ataque de Lisandro, y pereció al ser hundido su trirreme. Los otros nueve fueron puestos en fuga y perseguidos, hasta que los trierarcas acudieron con el resto de la flota a prestarles ayuda. El relato de Jenofonte difiere respecto a que Lisandro no atacó con todas sus naves hasta que los atenienses fueron con más naves a socorrer a Antíoco.